# Egira saxea
Egira saxea là một loài bướm đêm trong họ Noctuidae.